# グラーツ市電200形電車
200形は、かつてオーストリア・グラーツの路面電車であるグラーツ市電に導入された車両。付随車の400形と共に輸送力増強や近代化に貢献したが、1980年代末までに営業運転を終了した。この項目では、400形を改造した付随車の300形、200形と同一の台枠を有する250形、日本・高知県の路面電車である土佐電気鉄道（現：とさでん交通）へ譲渡された後の320形についても記す。

## 概要

### 200形
第二次世界大戦後、それまでの私営企業から公営組織による運営に移管されたグラーツ市電では、利用客の急激な増加による輸送力不足に加え、19世紀末から20世紀初頭に製造された電車の老朽化が大きな課題となっていた。そこで、公営組織へ移管される前の1946年に、地元・グラーツに工場を有していたシメリング・グラーツ・パウカー（Simmering-Graz-Pauker、現：シーメンス）へ向けて新型車両の発注が行われ、公営化後の1949年から導入が実施された。これが200形および400形である。
全長11,600 mmの両運転台・両方向型の2軸車で、レールブレーキの採用、運転台の座席の設置など戦前製の車両から安全性や快適性を高めた一方、車内は予算の都合により従来の車両と同様に木製であった。車体設計については、ドイツで開発されグラーツ市電にも導入された戦時型車両のクリークスシュトラーセンバーンワーゲン（KSW）が基となった。

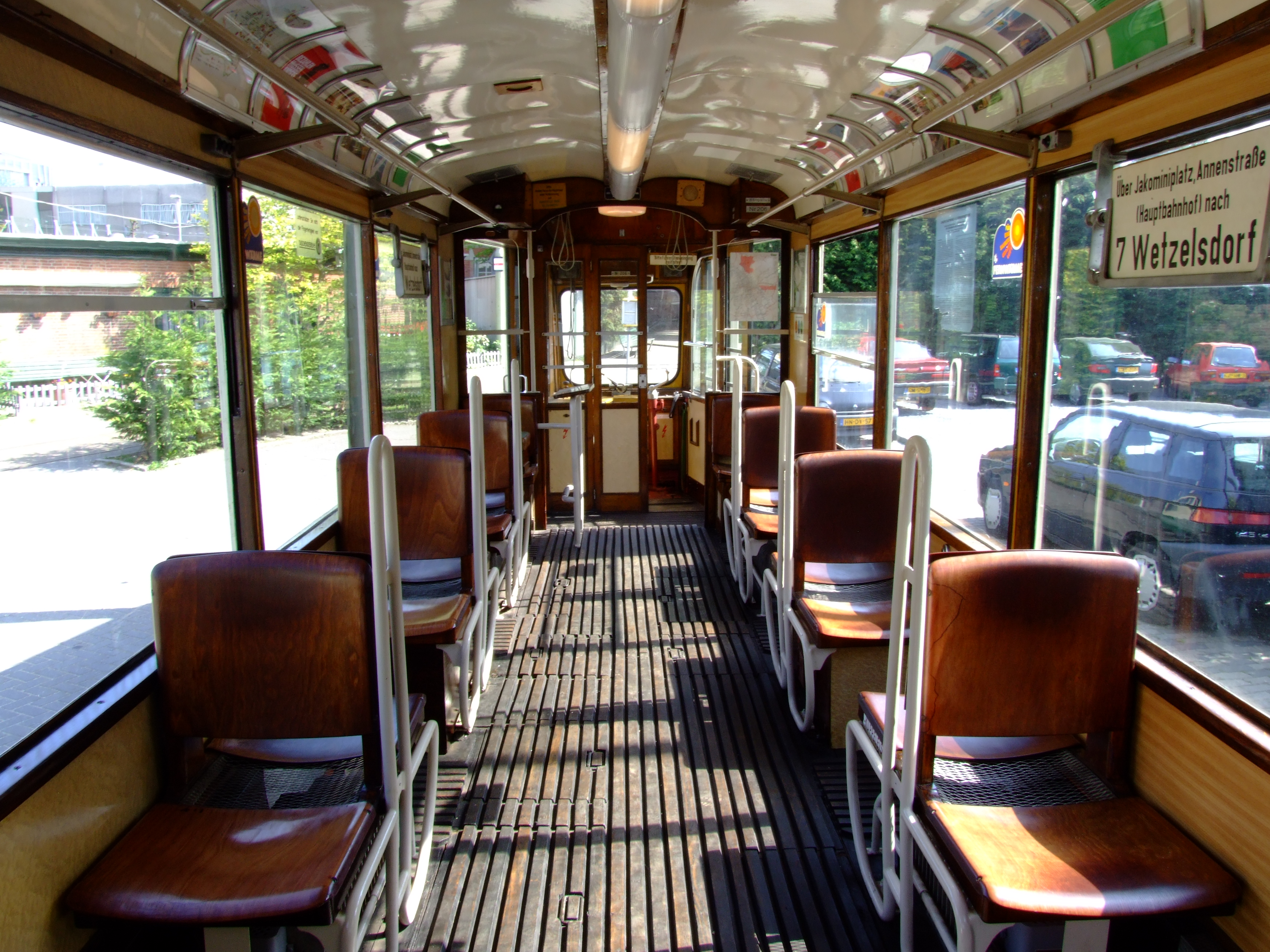
車内

1949年から1952年にかけて200形（201 - 250）、400形（401B - 450B）共に50両が製造され、200形による単独運用や400形を始めとする付随車を連結した最大3両編成まで多彩な運用が組まれた。その後、1960年代後半に車掌業務の削減に伴い一部の車両が車掌台の廃止を始めとした改造を受ける事となり、その対象となった400形については車両番号が400番台から300番台（300形）へと改められた。
これらの車両の本格的な置き換えは1970年代から始まり、1980年代以降は車内が木製である事を受けて即急な廃車を当局から求められるようになった。その結果、新たに製造された連接車に加えて廃止になったドイツのヴッパータール市電（ヴッパータール）からの譲渡車による置き換えが進められ、1978年までに400形のまま未改造であった付随車が、1988年10月5日に改造を実施した付随車の300形が、そして1989年11月2日に動力車の200形が営業運転を終了した。
2023年現在、200形3両（206、222、234）と400形1両（401B）、300形3両（319B、343B、350B）がグラーツ路面電車博物館（Tramway Museum Graz）で保存されている他、他都市の博物館にも複数の車両が保存されている。また後述のように200形の1両（204）が日本へ譲渡されている。

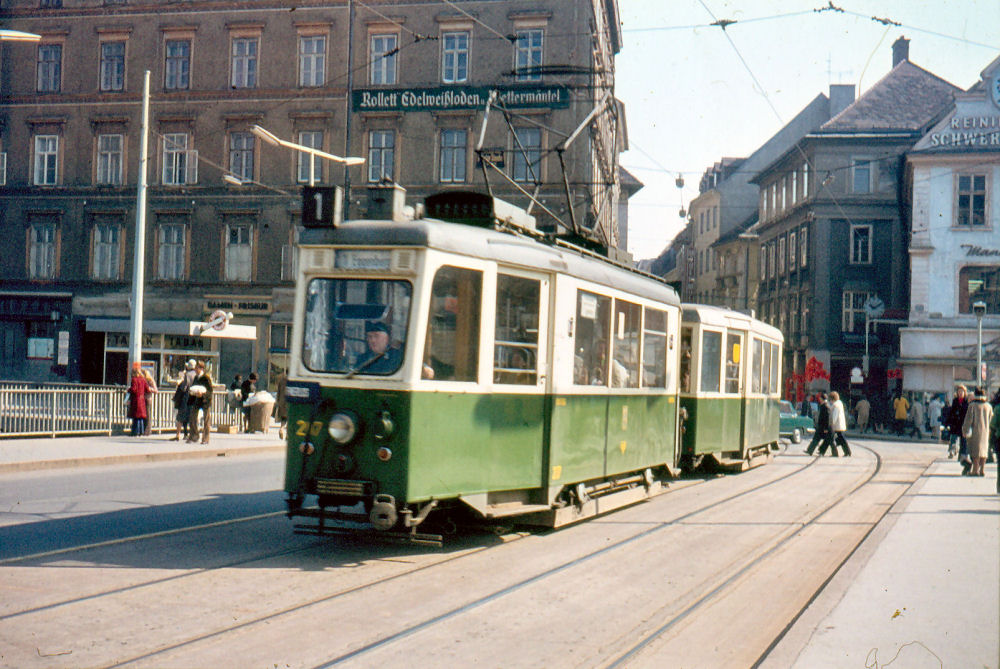
247（1971年撮影）
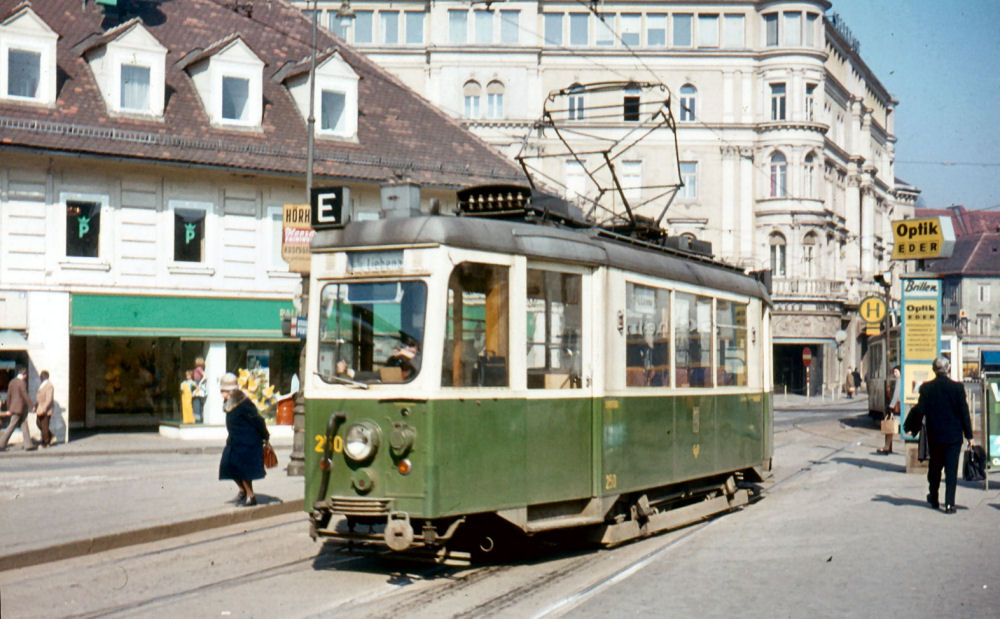
250（1971年撮影）
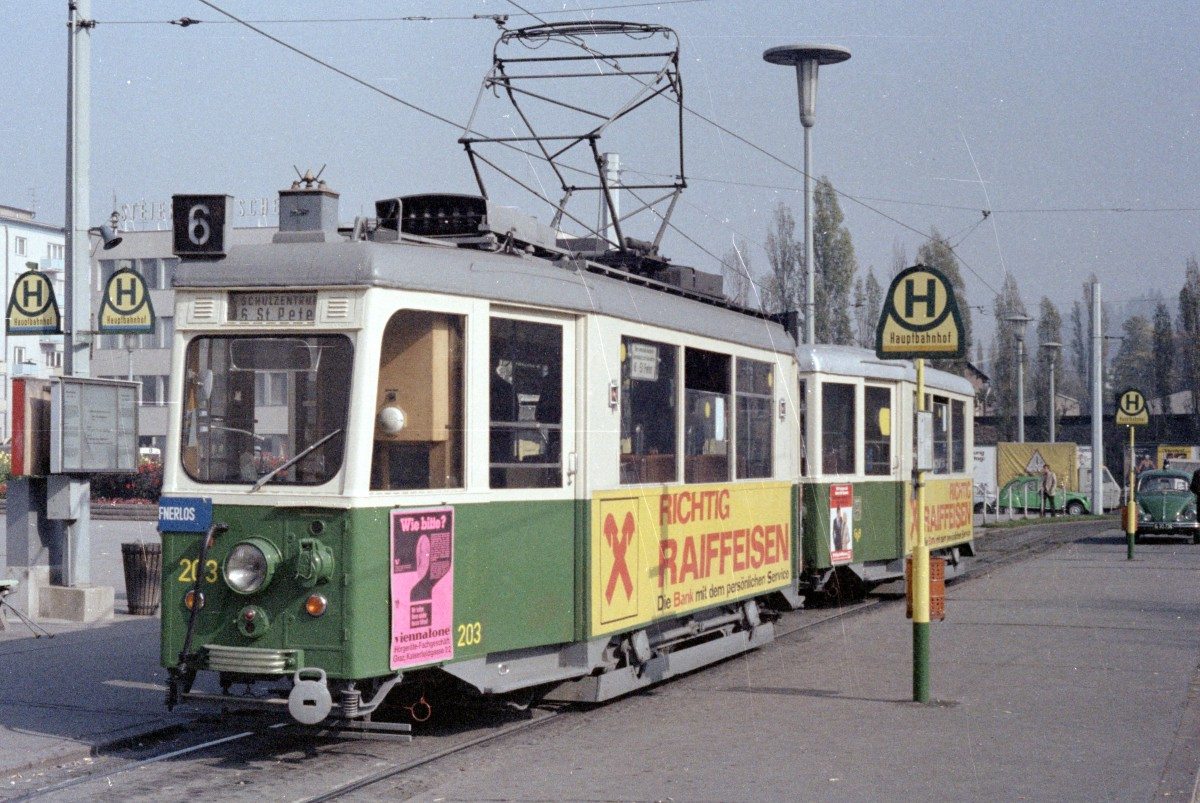
203（1978年撮影）
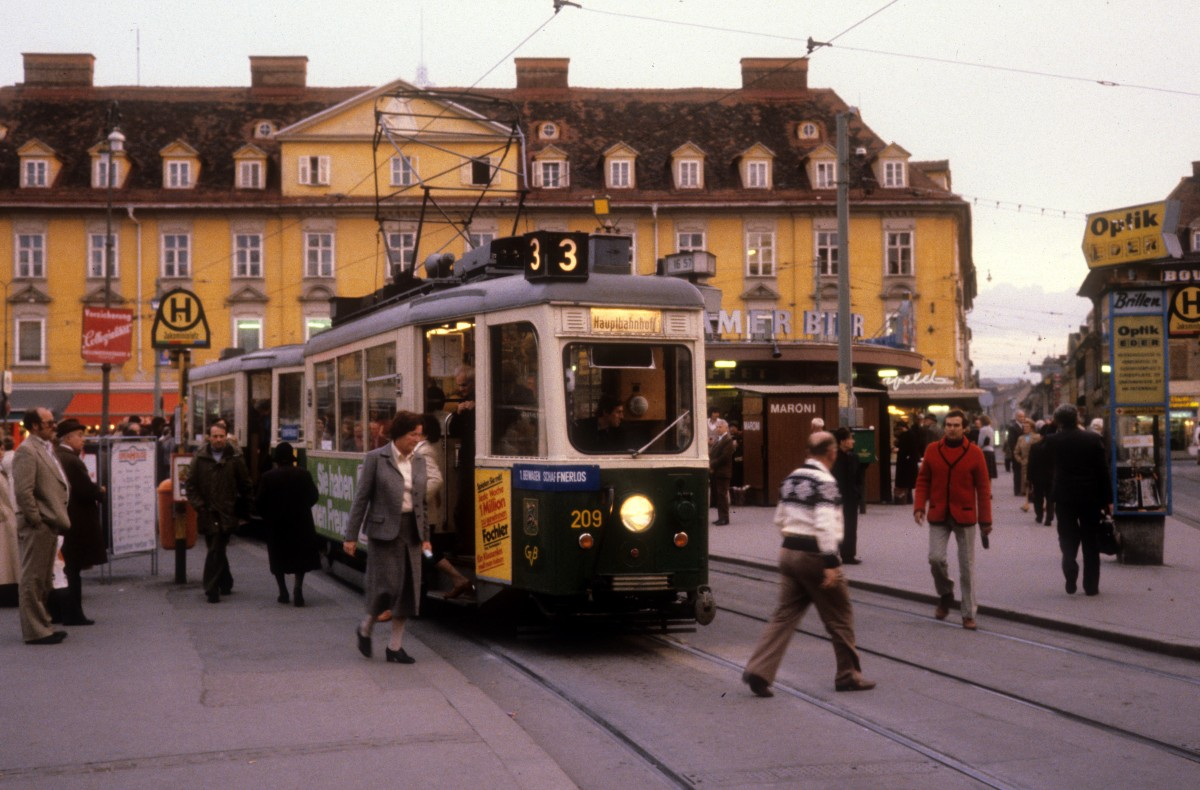
209（1979年撮影）
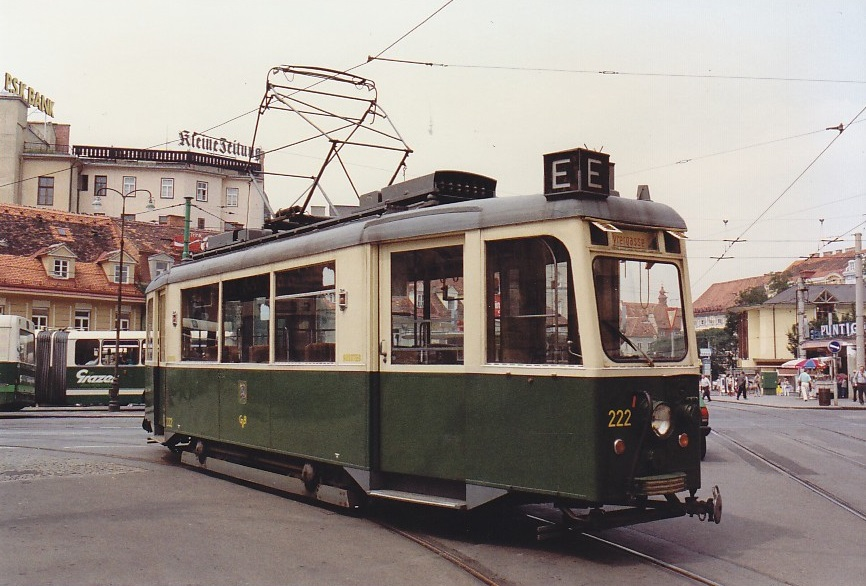
222（1989年撮影）
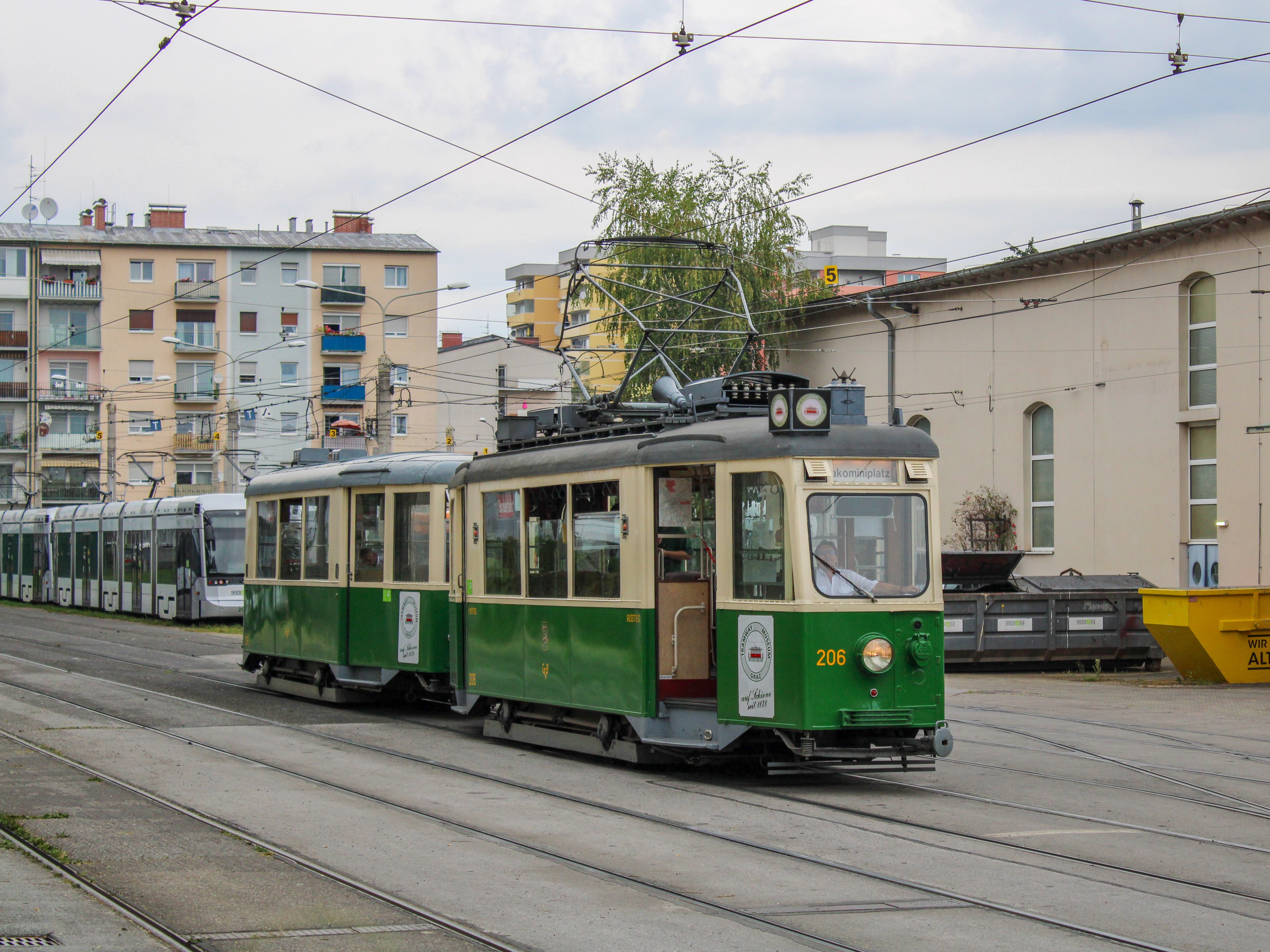
206 + 319B（2020年撮影）
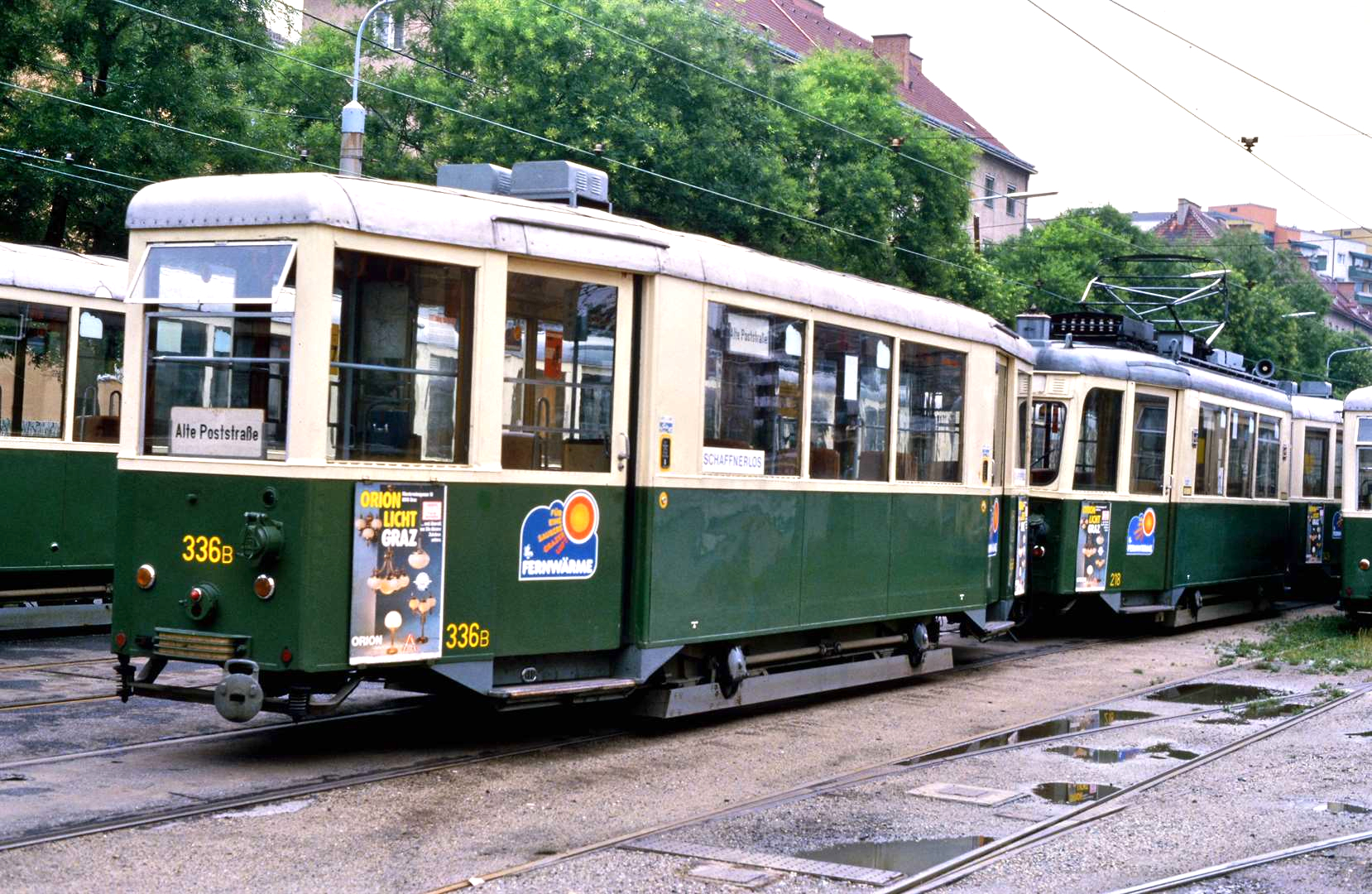
336B（1986年撮影）

### 250形

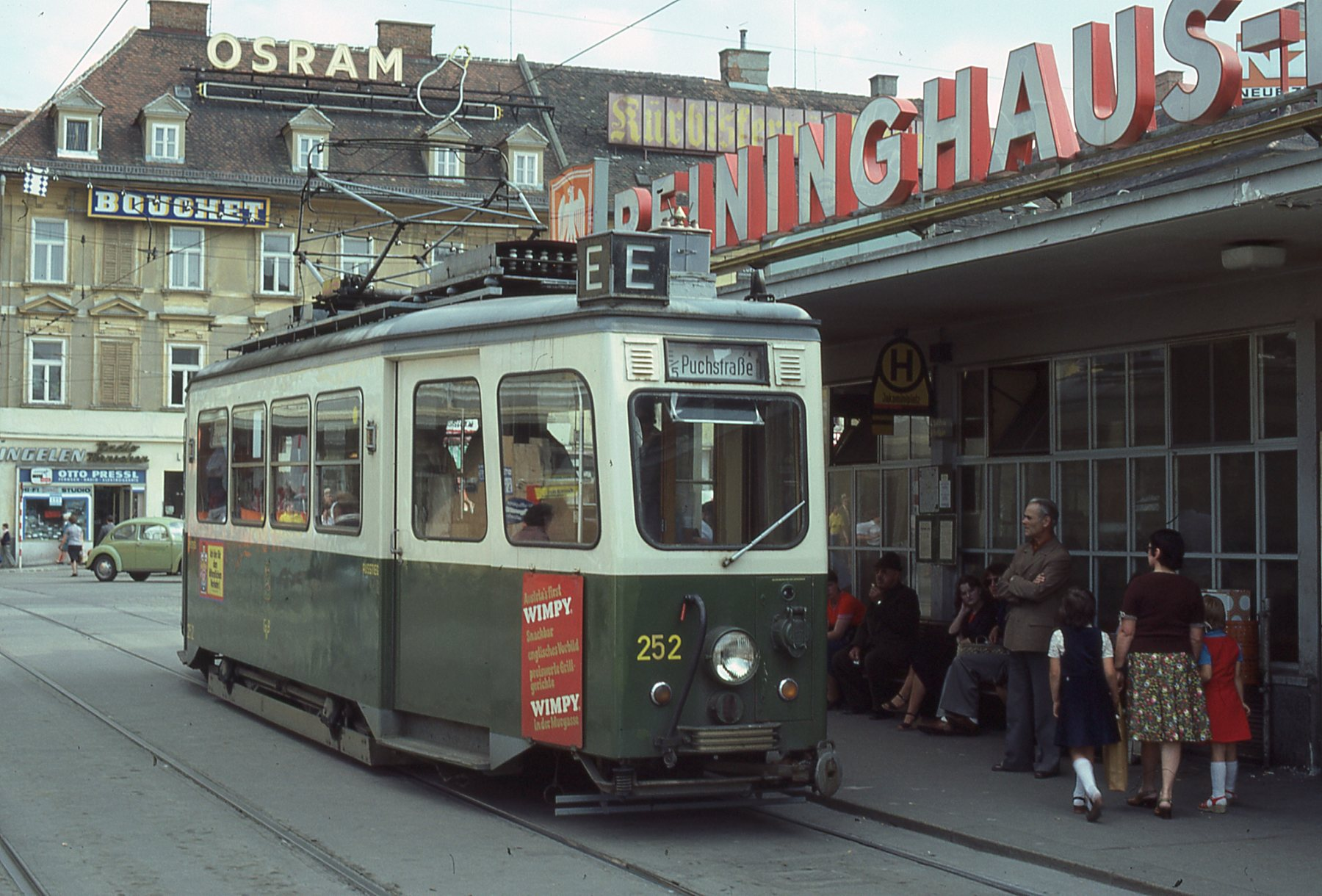
252（1977年撮影）

1960年、グラーツ市電では運輸省からの指示を受け、1920年代以前に製造されたレールブレーキを持たない電車を1963年までに営業運転から撤退させる事となった。そこでこれらの車両の代替として1962年に200形の予備の台枠を用い、シメリング・グラーツ・パウカーの工場で2両（251、252）の2軸車が製造された。これが250形である。基本的な設計は200形に準拠していたが、車内を含め車体は完全な鋼製となり、側面窓の数も4つに増加した。
同時期に導入された2車体連接車の260形と共に旧型電車の置き換えや輸送力増強に貢献し、200形と共にグラーツ市電各地の系統で使用された。1989年に200形が引退してからも営業運転が続き、末期にはグラーツ市電最後の両運転台車両およびオーストリアの路面電車で定期運用に使用される最後の2軸車となったが、1993年5月1日をもって営業運転を終了した。ただしそれ以降も2両共に事業用車両として使用され続け、2023年現在はグラーツ路面電車博物館の収蔵品として現存している。

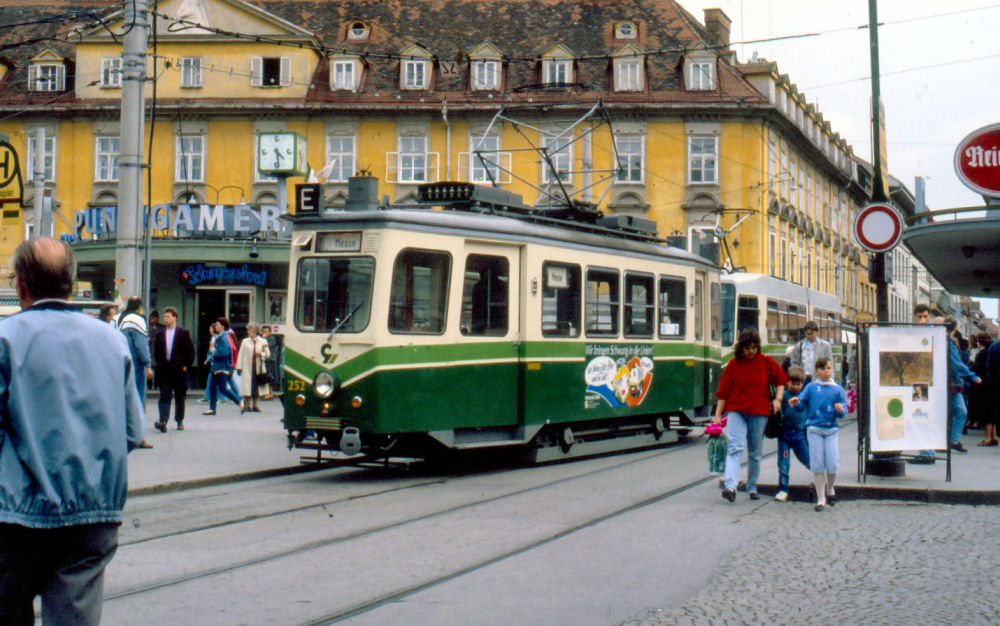
営業運転時代末期は塗装が変更された（1991年撮影）
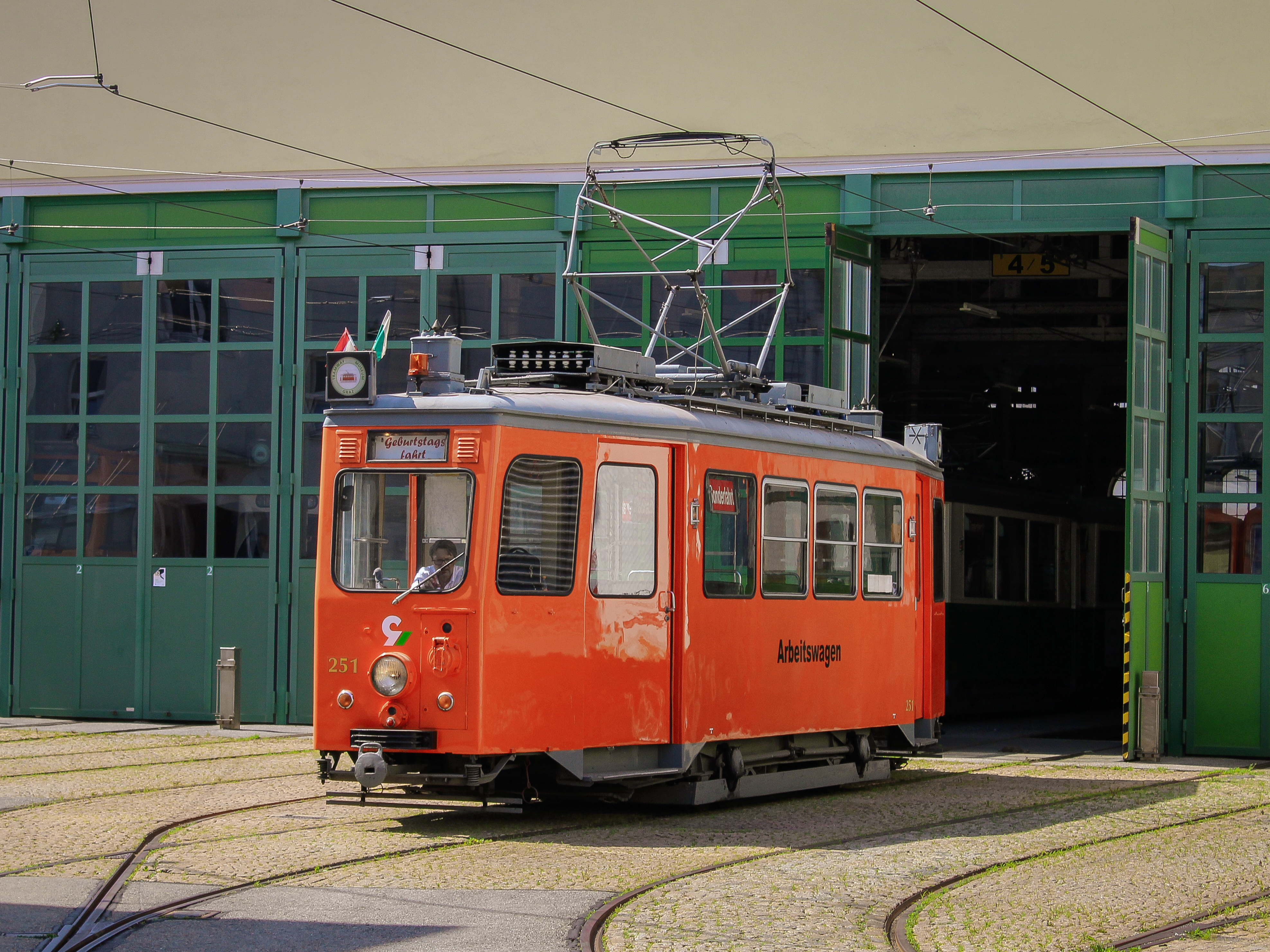
事業用車両に改造された251（2021年撮影）

## 譲渡
グラーツ市電で営業運転を終了した200形のうち、1949年製の204については1992年2月に日本・高知県に路線網を有する土佐電気鉄道（現：とさでん交通）へ譲渡され、車輪・車軸の交換による改軌を始めとした改造を経て、1993年1月10日に実施された運行式以降営業運転や貸切・団体用に使われている。車内の座席はグラーツ市電で営業運転に使用されていた時代と異なり14人掛けのロングシートが2列設置されており、定員数も28人（着席人数）となっている他、車内の木材は難燃処理が行われている。また車両番号については、この譲渡がきっかけで1992年3月20日に当時の土佐電気鉄道がグラーツ市電を運営するグラーツ市公営運輸企業局と兄弟会社提携を結んだ事にちなみ「320」と変更されている。

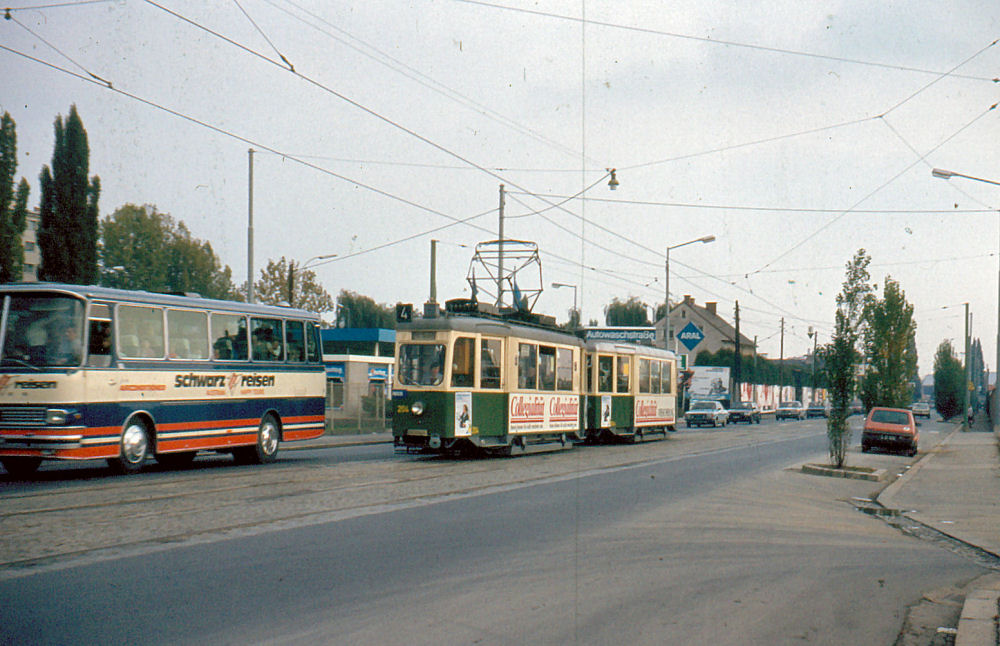
グラーツ市電時代の204（1984年撮影）